# Оверлендская кампания
Оверлендская кампания (англ. The Overland Campaign), также известная как «Оверлендская кампания Гранта» или «Наземная кампания», представляла собой серию сражений в Виргинии во время американской гражданской войны. Во время этой кампании главнокомандующий федеральными армиями генерал-лейтенант Улисс Грант руководил действиями Потомакской армии (под непосредственным командованием Джорджа Мида) и рядом других сил, стараясь разгромить Северовирджинскую армию генерала Роберта Ли. Несмотря на тяжёлые потери, которые несла армия Гранта, ей не удалось достигнуть своей цели — разгрома Северовирджинской армии. Ему пришлось отменить наступление на Ричмонд и начать наступление на Питерсберг (Питерсбергскую кампанию).
Перейдя Рапидан 4 мая 1864 года, Грант надеялся разместить свою армию между армией Ли и Ричмондом и разгромить противника в сражении. Однако Ли удивил Гранта, неожиданно атаковав численно превосходящую его федеральную армию, что привело к сражению в Глуши (5-7 мая). Гранта не смутила неудача и он, несмотря на тяжёлые потери, упрямо продолжал попытки оказаться между Ли и Ричмондом. Но Ли всякий раз блокировал эти манёвры. При Спотсильвейни Грант снова попытался прорвать укрепления противника, и снова неудачно.

## Предыстория
1 марта 1864 года генерал-майор Улисс Грант был вызван в Вашингтон. Президент Линкольн присвоил ему звание генерал-лейтенанта и назначил главнокомандующим всеми федеральными армиями. 10 марта он прибыл на поезде в Бренди-Стейшен и встретился с генералом Мидом, командующим Потомакской армией. Ему удалось произвести хорошее впечатление на Мида и на его штабных офицеров. Потом Грант совершил небольшое путешествие на Запад, но вернулся уже 26 марта и разместил штаб в Калпепере. Ещё до этого, 23 марта, военный департамент издал генеральный приказ № 115 о реорганизации армии, согласно которому вся Потомакская армия сводилась в три корпуса. Одновременно Грант разработал план весеннего наступления. Прежде южанам удавалось перебрасывать усиления с одного опасного участка на другой, теперь же Грант решил наступать одновременно на всех направлениях: Потомакская армия должна была наступать с севера, армия Бенжамина Батлера должна была наступать на Ричмонд со стороны моря, а армия Франца Зигеля должна была наступать вверх по долине Шенандоа. IX корпус Бернсайда, который нельзя было включить в состав Потомакской армии по формальным соображениям, предполагалось использовать как независимую армию, действующую вместе с Потомакской.

### Северовирджинская армия весной 1864 года
Весной 1864 года генерал Роберт Ли, командующий Северовирджинской армией, столкнулся с одним из самых серьёзных кризисов в своей военной карьере. Нехватка людей и продовольствия вынуждала его следовать оборонительной стратегии, вопреки его принципам и привычкам. Северная Вирджиния находилась в руках противника, Центральная Вирджиния была полностью опустошена, поэтому Ли мог полагаться только на поставки продовольствия из Джорджии и Каролин, но одноколейная дорога Ориндж-Александрия едва обеспечивала потребности армии. Плохое питание сказывалось на физическом и моральном состоянии его людей. Артиллерию вместе с лошадьми пришлось рассредоточить по пастбищам в окрестностях Шарлоттсвилла. На новые пополнения можно было не рассчитывать: мобилизационные ресурсы Конфедерации были исчерпаны.
За время войны постепенно ухудшался и офицерский состав армии: из строя выбыло много талантливых командиров и их место заняли менее способные офицеры. Весной 1864 года тремя корпусами армии Ли командовали генерал-лейтенанты Джеймс Лонгстрит, Ричард Юэлл и Эмброуз Хилл. У каждого были свои недостатки, которые не позволяли Ли доверять им полностью. Джеймс Лонгстрит был самым опытным корпусным командиром, но был слишком медлительным, с точки зрения Ли, и если Ли старался действовать наступательно, то Лонгстрит предпочитал оборонительную тактику. В сентябре 1863 года он был направлен с двумя корпусами в Теннесси, но там проявил себя слабо. Ричард Юэлл, командир II корпуса, был ещё большей проблемой. Приняв командование весной 1863 года, он не смог приноровиться к командному стилю Ли и неуверенно действовал без указания сверху. Здоровье Юэлла постепенно ухудшалось, и было подозрение, что он не вполне подходит для должности корпусного командира. Эмброуз Хилл, командир III корпуса, тоже был слабым звеном армии: некогда талантливый дивизионный командир он явно не справлялся с командованием корпусом, а его здоровье, всегда слабое, становилось всё хуже.

### Потомакская армия весной 1864 года
Согласно перекличке от 30 апреля 1864 года, Потомакская армия насчитывала 99438 человек, боеспособных и полностью вооружённых, в том числе 73390 пехоты, 12444 кавалерии 10230 артиллеристов, и некоторое количество инженерных войск и тыловой полиции. IX корпус насчитывал 19331 человека. В целом в распоряжении Гранта было примерно 120 000 человек. Федеральная армия не испытывала проблем с пополнениями, но ей не хватало ветеранских частей. Многие военнослужащие записались в армию в 1861 году сроком на 3 года, и весной 1864 года их сроки истекли. В итоге в IX корпусе числилось 19000 человек, но из них только 6000 были ветеранами. Один современник утверждал, что в армии Мида насчитывается всего 65000 ветеранов, что вместе с ветеранами Бернсайда давало Гранту примерно 70000 надёжных военнослужащих.
Потомакская армия находилась под командованием Джорджа Мида, чью полководческие способности вызывали сомнения в Вашингтоне, но подчинённые ему корпусные генералы были общепризнанно способными командирами. II корпус считался элитой армии и им командовал Уинфилд Скотт Хэнкок, которого считали одним из самых способных генералом армии и возможным преемником Мида на посту главнокомандующего. Дивизионные командиры корпуса (Барлоу, Гиббон и Бирни) были общепризнанно лучшими дивизионными командирами в армии, и только способности генерала Мотта были неизвестны. VI корпус находился под командованием Джона Седжвика, который считался опытным и грамотным командиром. V корпус находился под командованием Говернора Уоррена, который был новичком на своём посту. Он обладал хорошим чувством поля боя, прославился при Геттисберге и Бристо-Стейшен, а его дивизиями командовали опытные профессионалы: Гриффин, Робинсон и Кроуфорд, и только у Уодсворта не было военного образования. Кавалерия армии была передана под командование Фила Шеридана, который сразу же начал работать над улучшением её качества.
Историк Гордон Реа писал, что федеральные генералы, за исключением Хэнкока, не обладали способностями Лонгстрита, Юэлла и Хилла, но были в меньшей степени индивидуалистами, и как команда, превосходили темпераментных южных генералов.

### Планы сторон
Целью Гранта с самого начала было разгромить армию противника, но он не сразу решил, как именно это сделать. Он сразу отказался от планов атаковать Ричмонд с востока, полагая, что бои в окрестностях Ричмонда дадут противнику много преимуществ. Он решил атаковать противника на рубеже реки Рапидан. Атаковать позиции южан с фронта было бы неразумно: в начале февраля северяне уже предприняли такую попытку, что привело к сражению при Мотонс-Форд и большим потерям. Кроме того, президент Линкольн ещё осенью предупреждал Мида, чтобы тон не пытался теснить армию Ли на юг, к Ричмонду, выбивая его с укреплённых позиций. Южан надо было разбить как можно раньше, на берегах Рапидана, а для этого надо было обойти их позицию с востока или с запада, и выманить Ли на открытую местность, где Грант мог бы использовать своё преимущество в артиллерии.
Если бы Грант обходил позиции Ли с запада, он прикрывал бы направление на Вашингтон и наступал бы по удобной местности, но он был бы зависим от железной дороги Ориндж-Александрия. На его пути была бы гряда холмов, известная как Юго-западная гора, которую южане наверняка превратили бы в укреплённую позицию. Если бы Грант обходил Ли с востока, он был бы ближе к армии Батлера под Ричмондом, ему было бы проще снабжать армию со стороны Чесапикского залива, но при этом ему пришлось бы наступать через лесной массив Глушь, неудобный для ведения войны. Грант мог бы избежать проблем в Глуши, если бы сумел быстро пройти сквозь массив и выйти на открытую местность. Генерал Мид полагал, что армия успеет пройти Глушь: он основывался на своём опыте во время Майн-Ранской кампании осени 1863 года. Рассмотрев оба варианта, Грант выбрал второй (обход с востока) и поручил генералу Хемфрису разработать детали манёвра.

## Силы сторон

### Армия Гранта
В начале кампании Грант располагал армией численностью 118 700 человек при 316 орудиях. Эти силы состояли из Потомакской армии генерала Джорджа Мида и IX корпуса, всего пять корпусов:
- II корпус Уинфилда Хэнкока: дивизии Дэвида Бирни, Френсиса Бэрлоу, Джона Гиббона и Гершома Мотта.
- V корпус Говернора Уоррена: дивизии Чарльза Гриффина, Джона Робинсона, Самуэля Кроуфорда, Джеймсу Уодсворта.
- VI корпус Джона Седжвика[11]: дивизии Горацио Райта, Джорджа Гетти и Джеймса Рикеттса.
- IX корпус Эмброуза Бернсайда: дивизии Томаса Стивенсона, Роберта Поттера, Орландо Уилкокса и Эдварда Ферреро.
- Кавалерийский корпус Филиппа Шеридана: дивизии Альфреда Торберта, Дэвида Грегга и Джеймса Уилсона.

### Армия Ли
Северовирджинская армия генерала Ли насчитывала примерно 64 000 человек при 274 орудиях и была сведена в четыре корпуса:
- Первый корпус Джеймса Лонгстрита: дивизии Чарльза Филда и Джозефа Кершоу
- Второй корпус Ричарда Юэлла: дивизии Джубала Эрли, Эдварда Джонсона и Роберта Родса.
- Третий корпус Эмброуза Хилла: дивизии Генри Хета, Кадмуса Уилкокса и Ричарда Андерсона.
- Кавалерийский корпус Стюарта: дивизии Уэйда Хэмптона, Фицхью Ли и Руни Ли.

См. также Северовирджинская армия при Спотсильвейни.

## Ход Кампании

### Битва в Глуши
Перед началом кампании армия Гранта стояла лагерем на северной стороне реки Рапидан. Ещё 2 мая генерал Ли понял, что противник готовится к наступлению, но не мог предугадать маршрута, поэтому рассредоточил армию на широком фронте южнее Рапидана. 4 мая федеральная армия перешла Рапидан по трем бродам. переправы находились несколько восточнее того места, где стоял крайний восточный корпус южан — корпус Юэлла. Решив, что сражение в густом лесу не позволит Гранту эффективно использовать артиллерию и уравняет шансы, Ли приказал атаковать Гранта в лесу. Армия Ли двигалась по двум дорогам: корпус Юэлла по северной, а корпус Хилла по южной. Эти два корпуса вступили в соприкосновение с армией Гранта утром 5-го мая, и лишь несколько позже подошёл корпус Лонгстрита и внезапно атаковал противника с южного фланга. Вечером 6 мая сражение закончилось. Грант потерял около 18 000 человек и не смог разгромить Северовирджинскую армию. Ли потерял примерно 11 000 человек. Но несмотря на эти потери, Грант решил продолжать кампанию, и попытался обойти правый фланг противника.

### Битва при Спотсильвейни
Не сумев разбить армию Ли в Глуши, Грант принял решение воспользоваться преимуществом позиций своих войск и обогнуть правый фланг армии Ли, чтобы оказаться между Ли и Ричмондом. В ночь на 7 мая войска Союза были на марше. 8 мая генерал Грант приказал командиру V корпуса генерал-майору Уоррену занять Спотсильвейни, находящееся в 16 км к юго-востоку от главных сил.
Генерал Ли предугадал движение войск Союза в этом направлении и направил для их перехвата кавалерийский корпус под командованием генерал-майора «Джеба» Стюарта и I корпус генерал-майора Ричарда Андерсона (который заменил генерал-лейтенанта Джеймса Лонгстрита, раненого во время битвы в Глуши). Уоррен проиграл гонку к Спотсильвейни — южане прибыли туда раньше него. Они сразу возвели сложную систему укреплений и несколько атак федеральной армии 10 — 12 мая не дали никакого результата. В этих боях Грант потерял около 18 000 человек. Через несколько дней, у Норт-Анны, под его руководством будет 65 000 человек, то есть, за 20 дней кампании его армия сократилась наполовину. Ли потерял под Спотсильвейни около 12 000 человек и при Норт-Анне имел 53 000 человек, потеряв пятую часть армии за время кампании.
Уже после сражения при Спотсильвейни выяснилось, что наступление Зигеля в долине Шенандоа сорвалось: 15 мая южане разбили его в сражении при Нью-Маркет. Это означало, что левому фланге Ли теперь ничего не угрожает.

### Йеллоу-Таверн
8 мая 1864 года Шеридан в обход своего прямого начальника Мида, обратился напрямую к Гранту и сообщил, что если ему позволят действовать самостоятельно, он разобьет кавалерию Стюарта — которая долгое время создавала проблемы федеральной армии. Грант заинтересовался этим предложением и убедил Мида в целесообразности этого замысла. 9 мая на юго-восток двинулось мощное кавалерийское соединение — почти 10 000 всадников и 32 ствола артиллерии. Перед ними стояли три задачи: разрушить линии снабжения армии противника, создать угрозу Ричмонду и разбить кавалерию Стюарта.
Стюарт отправил 4 500 кавалеристов, чтобы перекрыть Шеридану дорогу на Ричмонд. Противники встретились в полдень 11 мая у Йеллоу-Таверн. Южане стойко сражались три часа, удерживая небольшую возвышенность вдоль Ричмондской дороги. В какой-то момент боя 1-й вирджинский кавполк пошёл в контратаку, отбросил противника вниз с высот. 5-й мичиганский федеральный кавполк начал отступать, и спешенный рядовой 48-летний Джон Хафф выстрелил в Стюарта с дистанции в 10 или 30 метров. Стюарт был серьёзно ранен и умер в Ричмонде на следующий день.
Кавалеристы Севера потеряли 625 человек, но они захватили в плен 300 солдат противника и освободили 400 своих военнопленных. Шеридан отправился на соединение с генералом Батлером на реке Джеймса. Пополнив там запасы, Шеридан повернул обратно и 24 мая соединился с войсками Гранта. За время рейда Шеридану удалось разбить противника при Йеллоу-Таверн, но это было его единственное достижение. Самым важным результатом стала гибель Джеба Стюарта, самого опытного кавалерийского командира Юга.

### Норт-Анна
После безрезультатных боев под Спотсильвейни генерал Грант отправил свою армию на юго-восток, надеясь выманить Ли на открытую местность. 23 мая федеральный V корпус генерал-майора Говернора Уоррена перешёл реку у Ерихо-Миллс, и дивизии корпуса Эмброуза Хилла на смогли сбросить их с занятого плацдарма. Федеральный II корпус генерал-майора Уинфилда Хэнкока атаковал небольшой отряд южан и захватил Честерфилдский мост, но не стал наступать дальше на юг. В итоге оборонительные позиции южан приняли вид треугольника, а армия Гранта оказалась на невыгодной позиции: его фланги в двух местах были разделены рекой. У генерала Ли появился шанс разбить фланги противника по частям, но этот план не удалось реализовать из-за болезни генерала. Ли не смог управлять армией, нездоров оказался и Эмброуз Хилл, командир Третьего корпуса, а Ричард Юэлл ещё не отправился от депрессии после неудачи под Спотсильвейни. Джеб Стюарт был убит незадолго до этого, а генерал Лонгстрит ранен. Северовирджинская армия лишилась почти всех командиров. Но и Грант осознал опасность своей позиции и не решился атаковать. 27 мая 1864 года он снова начал обход армии Ли, перемещая свои корпуса к Колд-Харбору.

### Сражение при Колд-Харбор
После сражения на Норт-Анне Грант решил продолжать обход армии Ли с целью выхода к Ричмонду. Промежуточной целью стал Колд-Харбор, стратегически важный перекрёсток дорог. Грант двинул туда кавалерию Фила Шеридана, а затем и пехоту — 6-й (Горацио Райта) и 18-й (Уильяма Смита) корпуса. Грант стремился отрезать армию Ли от Ричмонда и заставить его атаковать свои укрепленные позиции. Разбив Ли, Грант получал шанс занять Ричмонд, который находился всего в 16 км от места боя. С другой стороны, в сложившейся ситуации Ли заметил блестящую возможность разгромить Потомакскую армию на марше, по частям. Победа могла повлиять на грядущие президентские выборы и на весь ход войны.
Южане снова выиграли гонку к новым позициям и утром 1-го июня они обладали численным превосходством у Колд-Харбора, но после первой неудачной атаки генерал Андерсон перешёл к обороне и тем самым сорвался план генерала Ли по уничтожению противника по частям. 2 июня настало затишье, а 3 июня произошла одна из самых коротких и самых кровопролитных атак за всю историю той войны. В тот день северяне потеряли несколько тысяч человек всего за 20-30 минут. Впоследствии генерал Лоу скажет: «Это была не война, это было убийство». Позже в своих мемуарах Грант сознался, что Колд-Харбор был его ошибкой: «Я всегда жалел, что последняя атака при Колд-Харборе вообще была предпринята… — писал он. — При Колд-Харборе не удалось добиться никаких преимуществ, чтобы компенсировать наши тяжёлые потери. В действительности все преимущества, кроме соотношения потерь, принадлежали конфедератам»
Колд-Харбор стал последним крупным сражением Оверлендской кампании. Кавалерийские столкновения у Тревильян-Стейшнн и при Сен-Мари-Чёч были лишь кавалерийскими стычками в стороне от расположения основных армий.

### Переправа через Джеймс
После Колд-Харбора Грант понял, что наступление снова зашло в тупик и продолжать атаки уже не имеет смысла. Тогда он разработал новый план действий из трёх пунктов. Во-первых, генерал Хантер успешно наступал в Долине Шенандоа и Грант полагал, что это вынудит Ли перебросить туда часть сил. Во-вторых, 7 июня Грант отправил кавалерию Шеридана в диверсионный рейд с целью разрушения Вирджинской железной дороги около Шарлотсвилля. В-третьих, он решил отвести армию немного восточнее и переправить её на южный берег реки Джеймс. Оттуда он рассчитывал обойти Ричмонд и захватить железнодорожный узел в Петерберге, что привело бы к изоляции Ричмонда. Реакция Ли была примерно та, на которую Грант рассчитывал: Ли отправил в долину Шенандоа дивизию Брекинриджа, а 12 июня генерал Эрли стал временным командиром Второго Корпуса и его отправили вслед за Брекинриджем. Так же ли отправил две из трёх своих кавалерийских дивизий преследовать Шеридана, что в итоге привело к сражению у Тревильн-Стейшен.
9 июня Мид приказал возвести в тылу армии вторую линию укреплений, которая протянулась от Элдер-Свэмп до Элленс-Милл-Понд. 11 июня постройка укреплений была завершена и был отдан приказ отступать к реке Джеймс. Отступление началось 12 июня после захода солнца. II корпус Хэнкока и VI корпус Райта заняли новую линию укреплений, V корпус отправился на юг, а XI и XVIII корпуса отправились на восток. Кавалерийская бригада Джорджа Чэпмена, которая не участвовала в рейде Шеридана, прикрывала ричмондское направление. XVIII корпус вышел к Уайт-Хауз, где утром 13 июня погрузился на пароходы до Бермуда-Хандред. К ночи 14 июня они прибыли к реке Аппоматтокс.
Ли не догадывался о замыслах Гранта, а в это время федеральные инженеры начали возводить самый длинный понтонный мост за всю войну. Его длина составила 670 метров, он пересекал Джеймс от Уиндмилл-Пойнт до Форт-Поуатан. Строительство началось 15 июня в 16:00 и длилось семь часов. Пехота переправлялась чрез реку в основном на лодках, однако IX корпус, дивизия VI корпуса, вьючные животные и повозки, а также часть артиллерии, перешли именно по мосту 15 и 16 июня. Утром 17 июня реку беспрепятственно перешло 100 000 человек пехоты, 5 000 повозок, 56 000 лошадей и мулов и 2800 голов скота. Этой переправой фактически завершилась Оверлендская кампания. Ещё до переправы всей армии XVIII корпус Смита начал новую кампанию, Ричмонд-Петерсбергскую, известную так же как осада Петерсберга. 15 июня его корпус атаковал Петерсберг.

### Тревильян-Стейшен
После Колд-Харбора Грант начал планировать переброску своих войск к Петерсбургу, и одновременно решил послать кавалерию Фила Шеридана на запад, в рейд по тылам противника. Шеридан должен был отвлечь на себя кавалерию Юга и по возможности испортить центральную вирджинскую железную дорогу. 7 июня Шеридан и его армия в составе 9000 человек и 20 орудий выступила в поход. 8 июня Ли узнал об этом и сразу послал в погоню две своих кавалерийских дивизии под командованием Уэйда Хемптона и Фицхью Ли, а также конный артиллерийский батальон во главе с майором Джеймсом Бриздом с 14 орудиями. Северовирджинская армия осталась почти без кавалерии и почти без разведки. Уже вечером 10 июня обе армии, преодолев 65 (Шеридан) и 45 (Хэмптон) миль, расположились около станции Тревильян. 11 и 12 июня шли бои. В результате южане потеряли 803 солдата и офицера, северяне — 1007 человек. Грант сумел воспользоваться отсутствием разведки у Ли и переправить свою армию через реку Джеймс, но, с другой стороны, Шеридан не смог выполнить свою основную задачу и разрушить вирджинскую железную дорогу.

## Последствия
Когда Ли узнал, что Грант перешёл Джеймс, он понял, что его худшие опасения сбылись — теперь его армия оказывалась в осаде. Питерсберг, богатый город с населением в 18 000 человек, был крупным дорожным узлом и центром снабжения Ричмонда. Падение Питерсберга делало невозможной дальнейшую оборону столицы. Под конец кампании планы Гранта потерпели некоторые изменения. Первоначально его целью было уничтожение армии Ли. Теперь же целью стали географические точки. Грант знал, что его ресурсы позволяют ему вести долгую осаду или же выманить Ли на открытую местность и разбить в сражении. Сам Ли изначально предполагал, что целью Гранта является Ричмонд, поэтому Питерсберг обороняли только незначительные силы под командованием Пьера Борегара.
Оверлендская кампания в итоге привела Союз к победе, и хотя Грант потерпел несколько тактических поражений (особенно при Колд-Харборе), стратегический итог был победой Союза. Гранту удалось связать боем армию Ли и загнать её на невыгодную позицию. Но это дорого ему стоило: кампания стала самой кровопролитной в американской истории, Союз потерял примерно 55 000 человек (из них 7 600 убитыми), а Конфедерация — 32 600 (4 200 убитыми). Потери Ли были ниже в абсолютных числах, но выше в процентном соотношении — он потерял 50 % своей армии, в Грант — примерно 45 %.